# Granma (Zeitung)

Die Granma (englisch für „Oma“) ist das Zentralorgan des Zentralkomitees der Kommunistischen Partei Kubas, benannt nach der Yacht Granma, mit der Fidel Castro, Che Guevara und 80 weitere Rebellen 1956 in Kuba anlandeten, um gegen die Diktatur von Fulgencio Batista zu kämpfen. Sie ist mit einer Auflage von täglich rund 500.000 Exemplaren die größte Tageszeitung Kubas und erscheint im tabloidähnlichen Kleinformat. Einzige Farbe neben Schwarz ist das Rot des Logos und einiger Überschriften. Rechts neben dem Granma-Schriftzug erscheint ein Foto des jungen Fidel Castro inmitten von Kameraden mit hochgestreckten Karabinergewehren und rechts daneben ein gelegentlich wechselndes Motto.

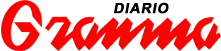
Logo

Inhaltlich besteht seit der Gründung der Zeitung Kontinuität. Man berichtet von Staatsbesuchen und Parteiveranstaltungen, Reden sozialistischer Führer werden abgedruckt, gepaart von einigen wenigen internationalen Nachrichten, ein wenig Kultur und nationalen Sportnachrichten. Probleme der Bevölkerung werden im redaktionellen Teil so gut wie gar nicht thematisiert. Lediglich in den freitäglichen Leserbriefen sind sie in Ansätzen ersichtlich.

## Geschichte
Ihre erste Ausgabe erschien am 4. Oktober 1965. Sie entstand aus der Fusion zweier kubanischer Tageszeitungen, Revolución, Organ der Bewegung des 26. Juli, der von Fidel Castro geführten revolutionären Organisation, und Noticias de Hoy (1938), Organ der Sozialistischen Volkspartei Kubas, nachdem beide Organisationen nach der kubanischen Revolution im Juli 1961 fusionierten.

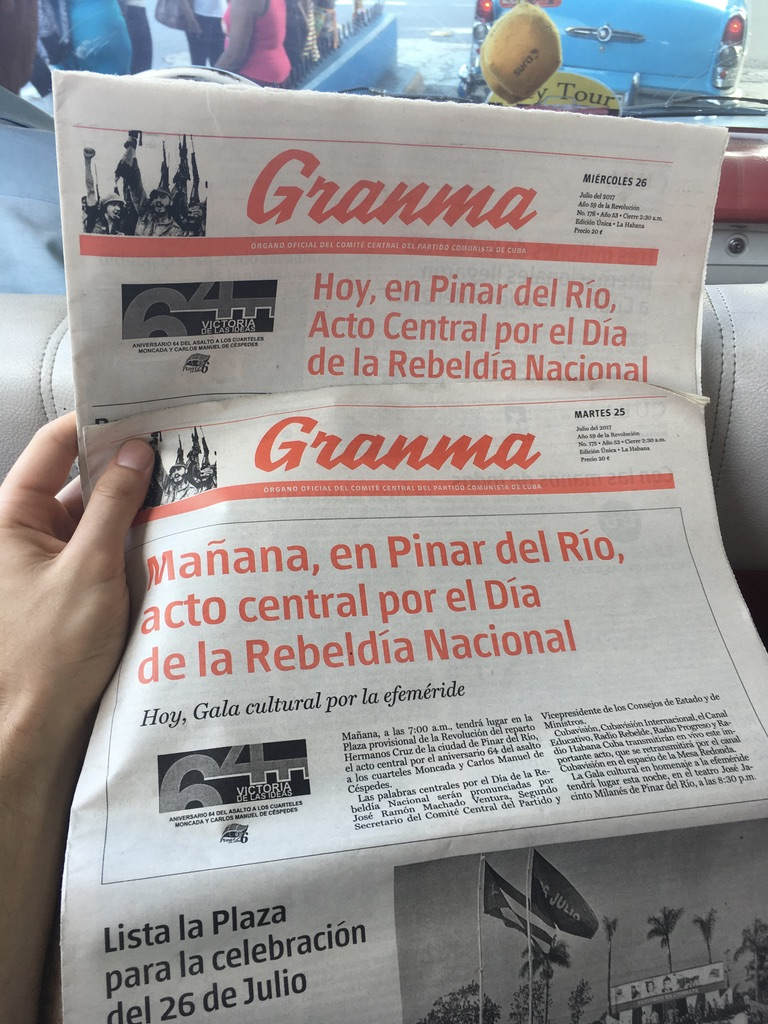
Zwei Ausgaben aus dem Jahr 2007

Die Granma erscheint täglich in einer Auflage von ca. 500.000 Exemplaren. Darüber hinaus gibt es seit 20. Februar 1966 eine wöchentliche internationale Ausgabe, die mittlerweile in vielen verschiedenen Sprachen erscheint (u. a. deutsch, englisch, französisch, italienisch, kréole haitien) erscheint. Sie hieß zunächst Granma weekly review und seit 1991 Granma Internacional. Die Artikel der Granma werden parallel auch im Internet veröffentlicht, sowohl als PDF-Ausgabe der Druckversion als auch als eigene Online-Publikation.
Oft werden offizielle Bekanntmachungen der kubanischen Regierung in der Granma veröffentlicht. Die kubanische Ausgabe wird täglich bis auf sonntags gedruckt und besteht aus jeweils 8 Seiten, seit März 2008 freitags aus 16. Sie enthält gelegentlich weitere Beilagen.
Im März 2008 wurde in der Zeitung eine wöchentliche, freitags erscheinende Leserbriefrubrik eingerichtet. Es wird dort bisweilen Kritik an schlecht funktionierenden Behörden veröffentlicht, jedoch keine gegen die erklärte Linie der Partei verstoßenden Ansichten. Für die Ausgaben des 6., 7., 8. und 9. März 2013, deren Inhalt jeweils überwiegend dem zuvor verstorbenen venezolanischen Staatspräsidenten Hugo Chávez gewidmet war, erschien der Titelschriftzug der Zeitung in Schwarz statt wie üblich in Rot.
Die technische Ausstattung der Redaktion gilt als verhältnismäßig schlecht: Die Computer sind veraltet und langsam, ebenso das Internet und die Kameras der Fotoreporter. 2013 betrug der Verkaufspreis 20 Centavos (Peso Cubano), was damals offiziell weniger als einem Euro-Cent entsprach.
Mit dem Wechsel in der Chefredaktion im Oktober 2013 verbanden manche Beobachter eine Hoffnung auf vorsichtige Öffnung der Presse weg von reiner Hofberichterstattung. Der als Hardliner geltende damalige Chefredakteur Lázaro Barredo Molina wurde mit 65 Jahren in den Ruhestand versetzt. Sein Nachfolger wurde der bisherige Chefredakteur der Zeitung des kommunistischen Jugendverbands Juventud Rebelde, Pelayo Terry, wo es beispielsweise für die Internetausgabe eine durchaus kontrovers genutzte Kommentarfunktion gibt. Öffentliche Äußerungen führender Regierungsmitglieder, beispielsweise der damalige Vizepräsident und spätere President Miguel Díaz-Canel, nährten diese Hoffnung. Andere, wie der Politikwissenschaftler und Kubaexperte Bert Hoffmann, waren vorsichtiger. Demnach „[sei] es ein wiederkehrendes Ritual, dass Fidel oder Raúl Castro die Medien kritisierten, ohne dass sich etwas verändere. Insofern ist auch Díaz-Canels Kritik an den Staatsmedien mit Vorsicht zu genießen.'“
Am 5. Dezember 2017 übernahm Yailin Orta Rivera den Posten der Chefredakteurin, nachdem Pelayo Terry Cuervo Anfang November wegen nicht näher genannten „Fehlern bei der Erfüllung seiner Pflichten“ entlassen wurde.

## Granma Internacionalauf Deutsch
Seit dem 17. Mai 1994 gibt es eine deutschsprachige Ausgabe, zuvor schon einmal in den 1960er Jahren. Die Zeitung erscheint im Berliner Verlag 8. Mai.